# Siebenkampf
Der Siebenkampf (gr. Heptathlon (έπταθλο)) ist eine olympische Leichtathletikdisziplin der Frauen, die als zweitägiger Wettbewerb und in der heutigen Form seit 1981 ausgetragen wird. Das Pendant bei den Männern ist der Zehnkampf (Dekathlon).
Die sieben Disziplinen in der Altersgruppe der Frauen:
- Erster Tag: 100-Meter-Hürdenlauf, Hochsprung, Kugelstoßen, 200-Meter-Lauf
- Zweiter Tag: Weitsprung, Speerwurf, 800-Meter-Lauf

Für jede einzelne Disziplin gibt es eine Punktetabelle. Das Gesamtergebnis wird durch Addition der sieben Einzelwerte ermittelt.
Bei Hallenwettkämpfen (einschließlich der Hallenweltmeisterschaften) gibt es auch für Männer einen Siebenkampf (Disziplinenfolge: 60 m, Weit, Kugel, Hoch – 60 m Hürden, Stab, 1000 m) – Diskus, Speer und 400 Meter aus dem Zehnkampf entfallen und die restlichen Läufe sind verkürzt. Für Frauen wird in der Halle entsprechend ein Fünfkampf bestritten. Alters- und geschlechtsabhängig gibt es diverse nationale Freiluft- und Hallensiebenkämpfe.

## Geschichte
Der Siebenkampf ging 1981 aus dem Fünfkampf hervor, der seit 1928 als Frauenmehrkampf üblich gewesen war. Der Fünfkampf wurde wie der Siebenkampf auf zwei Tage verteilt ausgetragen. Eine Ausnahme bildeten die vier Jahre von 1977 bis 1980, als der Fünfkampf an nur einem Wettkampftag ausgetragen wurde.
In der Anfangszeit des Frauenmehrkampfes, 1928 bis 1931, gab es einen an einem Tag durchgeführten Dreikampf aus 100-Meter-Lauf, Hochsprung und Speerwurf.
Noch heute wird in den Altersklassen W12 und W13 (und auch W14 und W15) eine besondere Art des Fünfkampfs durchgeführt. Der sogenannte Blockwettkampf besteht aus fünf Disziplinen, die an einem Tag absolviert werden und sind als Vorbereitung der jungen Athletinnen auf den Siebenkampf gedacht. Die Blockwettkämpfe existieren in drei verschiedenen Varianten: Block Sprint/Sprung, Block Lauf und Block Wurf. Dabei sind die Disziplinen Sprint, Hürden und Weitsprung in jedem Block vertreten, je nach Block kommen dann noch Hochsprung und Schlagball/Speer (Block Sprint/Sprung), Ball und 800/2000 Meter (Block Lauf) oder Kugel und Diskus (Block Wurf) hinzu.
Dieser Art des Fünfkampfs dient als Vorbereitung und Schonung jüngerer Athletinnen und ist keine Disziplin der Frauen in der Leichtathletik.
Zu Beginn der Siebenkampfära bestimmten die DDR-Sportlerinnen den Wettbewerb. Sie gewannen bei den Weltmeisterschaften 1983 in Helsinki alle drei Medaillen und hielten von Juni 1981 bis Juli 1986 den Weltrekord. Die Teilnahme an den Olympischen Spielen 1984 in Los Angeles blieb ihnen durch den Olympiaboykott der DDR versagt.
Die Punktetabelle wurde 1985 verändert. Seitdem wird die „internationale Leichtathletik-Mehrkampfwertung“ für die Berechnungen der Leistungen im Siebenkampf, Zehnkampf und Hallenmehrkämpfe genutzt. In Deutschland gelten diese Berechnungen ab der Altersklasse U18. Im U16 Bereich wird die „Nationale Punktetabelle des DLV“ genutzt.
Nachdem in den 1990er Jahren vom Internationalen Leichtathletikverband IAAF schrittweise alle Männerdisziplinen der Leichtathletik für Frauen zugelassen worden sind, gibt es seit 2004 den Zehnkampf auch als Frauenwettbewerb. Bei internationalen Höhepunkten wird jedoch nur der Siebenkampf ausgetragen.
Einer der bekanntesten und bestbesetzten Wettkämpfe ist das Mehrkampf-Meeting Götzis. Rekordsiegerin dort ist die Schwedin Carolina Klüft, die von 2003 bis 2007 fünfmal in Folge gewann.
| Entwicklung der Mehrkampfdisziplinen der Frauen | Entwicklung der Mehrkampfdisziplinen der Frauen | Entwicklung der Mehrkampfdisziplinen der Frauen | Entwicklung der Mehrkampfdisziplinen der Frauen | Entwicklung der Mehrkampfdisziplinen der Frauen | Entwicklung der Mehrkampfdisziplinen der Frauen | Entwicklung der Mehrkampfdisziplinen der Frauen | Entwicklung der Mehrkampfdisziplinen der Frauen | Entwicklung der Mehrkampfdisziplinen der Frauen | Entwicklung der Mehrkampfdisziplinen der Frauen |
| Jahr                                            | Bezeichnung                                     | Erster Wettkampftag                             | Erster Wettkampftag                             | Erster Wettkampftag                             | Erster Wettkampftag                             | Erster Wettkampftag                             | Zweiter Wettkampftag                            | Zweiter Wettkampftag                            | Zweiter Wettkampftag                            |
| ----------------------------------------------- | ----------------------------------------------- | ----------------------------------------------- | ----------------------------------------------- | ----------------------------------------------- | ----------------------------------------------- | ----------------------------------------------- | ----------------------------------------------- | ----------------------------------------------- | ----------------------------------------------- |
| 1928                                            | Fünfkampf                                       | Kugelstoßen                                     | Weitsprung                                      | Weitsprung                                      | Weitsprung                                      | Weitsprung                                      | 100 m                                           | Hochsprung                                      | Speerwurf                                       |
| 1949                                            | Fünfkampf                                       | Kugelstoßen                                     | Hochsprung                                      | 200 m                                           | 200 m                                           | 200 m                                           | 80 m Hürden                                     | Weitsprung                                      | Weitsprung                                      |
| 1961                                            | Fünfkampf                                       | 80 m Hürden                                     | Kugelstoßen                                     | Hochsprung                                      | Hochsprung                                      | Hochsprung                                      | Weitsprung                                      | 200 m                                           | 200 m                                           |
| 1969                                            | Fünfkampf                                       | 100 m Hürden                                    | Kugelstoßen                                     | Hochsprung                                      | Hochsprung                                      | Hochsprung                                      | Weitsprung                                      | 200 m                                           | 200 m                                           |
| 1977                                            | Fünfkampf                                       | 100 m Hürden                                    | Kugelstoßen                                     | Hochsprung                                      | Weitsprung                                      | 800 m                                           | –                                               | –                                               | –                                               |
| 1981                                            | Siebenkampf                                     | 100 m Hürden                                    | Kugelstoßen                                     | Hochsprung                                      | 200 m                                           | 200 m                                           | Weitsprung                                      | Speerwurf                                       | 800 m                                           |
| 1983                                            | Siebenkampf                                     | 100 m Hürden                                    | Hochsprung                                      | Kugelstoßen                                     | 200 m                                           | 200 m                                           | Weitsprung                                      | Speerwurf                                       | 800 m                                           |

## Meilensteine
- erste registrierte Wertung: 5691 Punkte, Andrea Findeis (DDR), 15./16. September 1979 in Zabrze
- erster offizieller Weltrekord: 6716 Punkte, Ramona Neubert (DDR), am 27./28. Juni 1981
- erster Siebenkampf über 7000 Punkte: 7148 Punkte, Jackie Joyner-Kersee (USA), am 6./7. Juli 1986

## Erfolgreichste Sportlerinnen
- drei Olympiasiege
  - Nafissatou Thiam (BEL), 2016, 2020 und 2024
- zwei Olympiasiege
  - Jackie Joyner-Kersee (USA), 1988 und 1992 (sowie Olympiazweite 1984)
- drei Weltmeistertitel
  - Carolina Klüft (SWE), 2003, 2005 und 2007
  - Jessica Ennis-Hill (GBR), 2009, 2011 und 2015
- zwei Weltmeistertitel
  - Jackie Joyner-Kersee (USA), 1987 und 1993
  - Sabine Braun (GER), 1991 und 1997
  - Nafissatou Thiam (BEL), 2017 und 2022
- erfolgreichste Deutsche:
  - Sabine Braun (GER), Weltmeisterin 1991 und 1997, Weltmeisterschaftszweite 1993, Olympiadritte 1992
  - Ramona Neubert (DDR), Weltmeisterin 1983

Mit 7,27 m im Weitsprung erzielte Jackie Joyner-Kersee die größte Weitsprungweite, die jemals in einem Siebenkampf erreicht wurde. Zudem übertraf sie die 7000-Punkte-Marke insgesamt sechsmal.

## Statistik

### Medaillengewinnerinnen der Olympischen Spiele
| Jahr | Goldmedaille         | Silbermedaille            | Bronzemedaille        |
| ---- | -------------------- | ------------------------- | --------------------- |
| 1984 | Glynis Nunn          | Jackie Joyner             | Sabine Everts         |
| 1988 | Jackie Joyner-Kersee | Sabine John               | Anke Behmer           |
| 1992 | Jackie Joyner-Kersee | Irina Belowa              | Sabine Braun          |
| 1996 | Ghada Shouaa         | Natallja Sasanowitsch     | Denise Lewis          |
| 2000 | Denise Lewis         | Jelena Prochorowa         | Natallja Sasanowitsch |
| 2004 | Carolina Klüft       | Austra Skujytė            | Kelly Sotherton       |
| 2008 | Natalija Dobrynska   | Hyleas Fountain           | Kelly Sotherton       |
| 2012 | Jessica Ennis        | Lilli Schwarzkopf         | Austra Skujytė        |
| 2016 | Nafissatou Thiam     | Jessica Ennis-Hill        | Brianne Theisen-Eaton |
| 2020 | Nafissatou Thiam     | Anouk Vetter              | Emma Oosterwegel      |
| 2024 | Nafissatou Thiam     | Katarina Johnson-Thompson | Noor Vidts            |

### Medaillengewinnerinnen bei Weltmeisterschaften
| Jahr | Goldmedaille              | Silbermedaille        | Bronzemedaille           |
| ---- | ------------------------- | --------------------- | ------------------------ |
| 1983 | Ramona Neubert            | Sabine Paetz          | Anke Vater               |
| 1987 | Jackie Joyner-Kersee      | Larissa Nikitina      | Jane Frederick           |
| 1991 | Sabine Braun              | Liliana Năstase       | Irina Belowa             |
| 1993 | Jackie Joyner-Kersee      | Sabine Braun          | Swjatlana Buraha         |
| 1995 | Ghada Shouaa              | Swetlana Moskalez     | Rita Ináncsi             |
| 1997 | Sabine Braun              | Denise Lewis          | Remigija Nazarovienė     |
| 1999 | Eunice Barber             | Denise Lewis          | Ghada Shouaa             |
| 2001 | Jelena Prochorowa         | Natallja Sasanowitsch | Shelia Burrell           |
| 2003 | Carolina Klüft            | Eunice Barber         | Natallja Sasanowitsch    |
| 2005 | Carolina Klüft            | Eunice Barber         | Margaret Simpson         |
| 2007 | Carolina Klüft            | Ljudmyla Blonska      | Kelly Sotherton          |
| 2009 | Jessica Ennis             | Jennifer Oeser        | Kamila Chudzik           |
| 2011 | Jessica Ennis             | Jennifer Oeser        | Karolina Tymińska        |
| 2013 | Hanna Melnytschenko       | Brianne Theisen-Eaton | Dafne Schippers          |
| 2015 | Jessica Ennis-Hill        | Brianne Theisen-Eaton | Laura Ikauniece-Admidiņa |
| 2017 | Nafissatou Thiam          | Carolin Schäfer       | Anouk Vetter             |
| 2019 | Katarina Johnson-Thompson | Nafissatou Thiam      | Verena Preiner           |
| 2022 | Nafissatou Thiam          | Anouk Vetter          | Anna Hall                |
| 2023 | Katarina Johnson-Thompson | Anna Hall             | Anouk Vetter             |

### Weltrekordentwicklung
Abk.: 100 H = 100-Meter-Hürdenlauf
| Punkte      | Name                 | Datum              | Ort          | 100 H (s) | Hoch (m) | Kugel (m) | 200 (s) | Weit (m) | Speer (m) | 800 (min) |
| ----------- | -------------------- | ------------------ | ------------ | --------- | -------- | --------- | ------- | -------- | --------- | --------- |
| 6716 (6788) | Ramona Neubert       | 28. Juni 1981      | Kiew         | 13,70     | 1,86     | 15,41     | 23,58   | 6,82     | 40,62     | 2:06,72   |
| 6773 (6845) | Ramona Neubert       | 20. Juni 1982      | Halle/S.     | 13,58     | 1,83     | 15,10     | 23,14   | 6,84     | 42,54     | 2:06,16   |
| 6836 (6935) | Ramona Neubert       | 19. Juni 1983      | Moskau       | 13,42     | 1,82     | 15,25     | 23,49   | 6,79     | 49,94     | 2:07,51   |
| 6867 (6946) | Sabine Paetz         | 6. Mai 1984        | Potsdam      | 12,64     | 1,80     | 15,37     | 23,37   | 6,86     | 44,62     | 2:08,93   |
| 7148        | Jackie Joyner-Kersee | 7. Juli 1986       | Moskau       | 12,85     | 1,88     | 14,76     | 23,00   | 7,24     | 49,86     | 2:09,32   |
| 7158        | Jackie Joyner-Kersee | 2. August 1986     | Houston      | 13,18     | 1,88     | 15,19     | 22,87   | 7,03     | 50,12     | 2:09,69   |
| 7215        | Jackie Joyner-Kersee | 17. August 1988    | Indianapolis | 12,71     | 1,93     | 15,65     | 22,30   | 7,00     | 50,08     | 2:20,70   |
| 7291        | Jackie Joyner-Kersee | 24. September 1988 | Seoul        | 12,69     | 1,86     | 15,80     | 22,56   | 7,27     | 45,66     | 2:08,51   |

(in Klammern die entsprechende Punktzahl nach der 1985 eingeführten neuen Punktetabelle)

### Weltbestenliste
In der Liste sind alle Sportlerinnen mit einer Punktzahl über 6618 Punkten aufgeführt, die Datumsangaben beziehen sich auf den zweiten Wettkampftag. Seit April 1999 wird ein anderer Speer benutzt, weshalb die Leistungen in dieser Disziplin nur bedingt vergleichbar sind.
Stand: 9. August 2024
Abkürzungen:
- erster Wettkampftag: 100 H: 100-Meter-Hürdenlauf; Hoch: Hochsprung; Kugel: Kugelstoßen; 200: 200-Meter-Lauf
- zweiter Wettkampftag: Weit: Weitsprung; Speer: Speerwurf; 800: 800-Meter-Lauf

| Punkte | Name                      | Ort             | Datum              | 100 H (s) | Hoch (m) | Kugel (m) | 200 (s) | Weit (m) | Speer (m) | 800 (min) |
| ------ | ------------------------- | --------------- | ------------------ | --------- | -------- | --------- | ------- | -------- | --------- | --------- |
| 9119   | Einzelweltrekorde         |                 |                    | 12,12     | 2,10     | 22,63     | 21,34   | 7,52     | 72,28     | 1:53,28   |
| 7291   | Jackie Joyner-Kersee      | Seoul           | 24. September 1988 | 12,69     | 1,86     | 15,80     | 22,56   | 7,27     | 45,66     | 2:08,51   |
| 7032   | Carolina Klüft            | Osaka           | 26. August 2007    | 13,15     | 1,95     | 14,81     | 23,38   | 6,85     | 47,98     | 2:12,56   |
| 7032   | Anna Hall                 | Götzis          | 1. Juni 2025       | 13,19     | 1,95     | 14,86     | 23,37   | 6,44     | 46,16     | 2:01,23   |
| 7013   | Nafissatou Thiam          | Götzis          | 28. Mai 2017       | 13,34     | 1,98     | 14,51     | 24,40   | 6,56     | 59,32     | 2:15,24   |
| 7007   | Larissa Turtschinskaja    | Brjansk         | 11. Juni 1989      | 13,40     | 1,89     | 16,45     | 23,97   | 6,73     | 53,94     | 2:15,31   |
| 6985   | Sabine Braun 1            | Götzis          | 31. Mai 1992       | 13,11     | 1,93     | 14,84     | 23,65   | 6,63     | 51,62     | 2:12,67   |
| 6981   | Katarina Johnson-Thompson | Doha            | 3. Oktober 2019    | 13,09     | 1,95     | 13,86     | 23,08   | 6,77     | 43,93     | 2:07,26   |
| 6955   | Jessica Ennis             | London          | 4. August 2012     | 12,54     | 1,86     | 14,28     | 22,83   | 6,48     | 47,49     | 2:08,65   |
| 6946   | Sabine Paetz              | Potsdam         | 6. Mai 1984        | 12,64     | 1,80     | 15,37     | 23,37   | 6,86     | 44,62     | 2:08,93   |
| 6942   | Ghada Shouaa              | Götzis          | 26. Mai 1996       | 13,78     | 1,87     | 15,64     | 23,78   | 6,77     | 54,74     | 2:13,61   |
| 6935   | Ramona Neubert            | Moskau          | 19. Juni 1983      | 13,42     | 1,82     | 15,25     | 23,49   | 6,79     | 49,94     | 2:07,51   |
| 6889   | Eunice Barber             | Arles           | 5. Juni 2005       | 12,62     | 1,91     | 12,61     | 24,12   | 6,78     | 53,07     | 2:14,66   |
| 6867   | Anouk Vetter              | Eugene (Oregon) | 18. Juli 2022      | 13,30     | 1,80     | 16,25     | 23,73   | 6,52     | 58,29     | 2:20,09   |
| 6859   | Natalja Schubenkowa       | Kiew            | 21. Juni 1984      | 12,93     | 1,83     | 13,66     | 23,57   | 6,73     | 46,26     | 2:04,60   |
| 6858   | Anke Vater-Behmer         | Seoul           | 24. September 1988 | 13,20     | 1,83     | 14,20     | 23,10   | 6,68     | 44,54     | 2:04,20   |
| 6845   | Irina Belowa              | Barcelona       | 2. August 1992     | 13,25     | 1,88     | 13,77     | 23,34   | 6,82     | 41,90     | 2:05,08   |
| 6836   | Carolin Schäfer           | Götzis          | 28. Mai 2017       | 13,09     | 1,86     | 14,76     | 23,36   | 6,57     | 49,80     | 2:14,73   |
| 6832   | Ljudmyla Blonska          | Osaka           | 26. August 2007    | 13,25     | 1,92     | 14,44     | 24,09   | 6,88     | 47,77     | 2:16,68   |
| 6831   | Denise Lewis              | Talence         | 30. Juli 2000      | 13,13     | 1,84     | 15,07     | 24,01   | 6,69     | 49,42     | 2:12,20   |
| 6815   | Laura Ikauniece-Admidiņa  | Götzis          | 28. Mai 2017       | 13,10     | 1,77     | 13,53     | 23,49   | 6,64     | 56,17     | 2:11,76   |
| 6808   | Brianne Theisen-Eaton     | Götzis          | 31. Mai 2015       | 13,05     | 1,89     | 13,73     | 23,34   | 6,72     | 42,96     | 2:09,37   |
| 6803   | Jane Frederick            | Talence         | 16. September 1984 | 13,27     | 1,87     | 15,49     | 24,15   | 6,43     | 51,74     | 2:13,55   |
| 6778   | Natalija Dobrynska        | Barcelona       | 31. Juli 2010      | 13,59     | 1,86     | 15,88     | 24,23   | 6,56     | 46,71     | 2:12,06   |
| 6765   | Jelena Prochorowa         | Tula            | 23. Juli 2000      | 13,54     | 1,82     | 14,30     | 23,37   | 6,72     | 43,40     | 2:04,27   |
| 6742   | Yorgelis Rodríguez        | Götzis          | 27. Mai 2018       | 13,48     | 1,86     | 14,95     | 23,96   | 6,58     | 48,65     | 2:12,73   |
| 6741   | Heike Drechsler           | Talence         | 11. September 1994 | 13,34     | 1,84     | 13,58     | 22,84   | 6,95     | 40,64     | 2:11,53   |
| 6735   | Hyleas Fountain           | Des Moines      | 26. Juni 2010      | 12,93     | 1,90     | 13,73     | 23,28   | 6,79     | 42,26     | 2:17,80   |
| 6725   | Erica Bougard             | Götzis          | 26. Mai 2018       | 12,80     | 1,86     | 13,02     | 23,31   | 6,62     | 41,97     | 2:08,42   |
| 6707   | Noor Vidts                | Paris           | 9. August 2024     | 13,10     | 1,83     | 14,57     | 23,86   | 6,40     | 45,00     | 2:06,38   |
| 6703   | Tatjana Blochina          | Talence         | 11. September 1993 | 13,69     | 1,91     | 14,94     | 23,95   | 5,99     | 52,16     | 2:09,65   |
| 6703   | Annie Kunz                | Eugene (Oregon) | 27. Juni 2021      | 12,95     | 1,81     | 15,73     | 23,71   | 6,50     | 45,06     | 2:15,24   |
| 6702   | Chantal Beaugeant         | Götzis          | 19. Juli 1988      | 13,10     | 1,78     | 13,74     | 23,96   | 6,45     | 50,96     | 2:07,09   |
| 6695   | Jane Flemming             | Auckland        | 28. Januar 1990    | 13,21     | 1,82     | 13,76     | 23,62   | 6,57     | 49,28     | 2:12,53   |
| 6683   | Jennifer Oeser            | Barcelona       | 31. Juli 2010      | 13,37     | 1,83     | 13,82     | 24,07   | 6,68     | 49,71     | 2:12,28   |
| 6683   | Kendell Williams          | Eugene (Oregon) | 27. Juni 2021      | 12,95     | 1,84     | 13,12     | 23,51   | 6,73     | 47,41     | 2:16,85   |
| 6681   | Kristina Sawizkaja        | Tscheboksary    | 3. Juni 2012       | 13,52     | 1,88     | 15,27     | 24,61   | 6,65     | 46,83     | 2:14,73   |
| 6672   | Polen                     | Eugene (Oregon) | 17. Juli 2022      | 13,28     | 1,89     | 14,13     | 23,77   | 6,43     | 41,63     | 2:07,18   |
| 6660   | Ines Schulz               | Götzis          | 19. Juli 1988      | 13,56     | 1,84     | 13,95     | 23,93   | 6,70     | 42,82     | 2:06,31   |
| 6658   | Swetla Pischtikowa        | Götzis          | 31. Mai 1992       | 13,41     | 1,75     | 14,72     | 23,06   | 6,64     | 43,84     | 2:09,60   |
| 6651   | Xénia Krizsán             | Götzis          | 30. Mai 2021       | 13,31     | 1,80     | 14,47     | 24,32   | 6,41     | 52,02     | 2:11,51   |
| 6649   | Lilli Schwarzkopf         | London          | 4. August 2012     | 13,26     | 1,83     | 14,77     | 24,77   | 6,30     | 51,73     | 2:10,50   |
| 6646   | Natalja Gratschowa        | Moskau          | 2. August 1982     | 13,80     | 1,80     | 16,18     | 23,86   | 6,65     | 39,42     | 2:06,59   |
| 6639   | Annik Kälin2              | Paris           | 9. August 2024     | 12,87     | 1,74     | 14,02     | 23,88   | 6,59     | 48,14     | 2:11,33   |
| 6635   | Sibylle Thiele            | Moskau          | 7. Juli 1986       | 13,14     | 1,76     | 16,00     | 24,18   | 6,62     | 45,74     | 2:15,30   |
| 6635   | Swjatlana Buraha          | Stuttgart       | 17. August 1993    | 12,95     | 1,84     | 14,55     | 23,69   | 6,58     | 41,04     | 2:13,65   |
| 6635   | Auriana Lazraq-Khlass     | Rom             | 8. Juni 2024       | 13,35     | 1,77     | 15,27     | 23,56   | 6,35     | 48,23     | 2:12,07   |
| 6633   | Natalja Roschtschupkina   | Tula            | 23. Juli 2000      | 14,05     | 1,88     | 14,28     | 23,47   | 6,45     | 44,34     | 2:07,93   |
| 6623   | Judy Simpson              | Stuttgart       | 30. August 1986    | 13,05     | 1,92     | 14,73     | 25,09   | 6,56     | 40,92     | 2:11,70   |
| 6619   | Liliana Alexandru-Năstase | Barcelona       | 2. August 1992     | 12,86     | 1,82     | 14,34     | 23,70   | 6,49     | 41,30     | 2:11,22   |
| 6618   | Tatjana Tschernowa        | Götzis          | 4. Juni 2008       | 13,60     | 1,73     | 13,13     | 23,86   | 6,78     | 53,51     | 2:12,11   |
| 6591   | Verena Preiner3           | Ratingen        | 30. Juni 2019      | 13,42     | 1,80     | 14,34     | 23,96   | 6,16     | 49,58     | 2:07,74   |

1 deutscher Rekord

2 Schweizer Rekord

3 österreichischer Rekord
Folgende Leistung wird von World Athletics nicht mehr anerkannt:
| Punkte | Name       | Ort    | Datum              | 100 H (s) | Hoch (m) | Kugel (m) | 200 (s) | Weit (m) | Speer (m) | 800 (min) |
| ------ | ---------- | ------ | ------------------ | --------- | -------- | --------- | ------- | -------- | --------- | --------- |
| 6750   | Ma Miaolan | Peking | 12. September 1993 | 13,28     | 1,89     | 14,98     | 23,86   | 6,64     | 45,82     | 2:15,33   |

### Nationenranking Siebenkampf
Jährlich wird von World Athletics nach der Auswertung der Weltjahresbestenliste im Siebenkampf ein weltweites Nationenranking erstellt. Dabei dient der Durchschnittswert der Jahresbestleistungen der jeweils besten drei Athleten eines Landes als ausschlaggebender Parameter.
| Jahr | Erster Platz                                                              | Zweiter Platz                                                                         | Dritter Platz                               |
| ---- | ------------------------------------------------------------------------- | ------------------------------------------------------------------------------------- | ------------------------------------------- |
| 2018 | Österreich 19.114 Pkt. (⌀ 6371) Ivona Dadic, Verena Preiner, Sarah Lagger | Vereinigte Staaten 18.980 Pkt. (⌀ 6327) Erica Bougard, Allison Reaser, Alex Cochenour | Deutschland 18.936 Pkt. (⌀ 6312)            |
| 2017 | Deutschland 19.522 Pkt. (⌀ 6507)                                          | Niederlande 19.332 Pkt. (⌀ 6444)                                                      | Vereinigte Staaten 19.250 Pkt. (⌀ 6417)     |
| 2016 | Vereinigte Staaten 19.319 Pkt. (⌀ 6440)                                   | Deutschland 19.268 Pkt. (⌀ 6423)                                                      | Vereinigtes Königreich 19.211 Pkt. (⌀ 6404) |
| 2015 | Niederlande 19.456 Pkt. (⌀ 6485)                                          | Deutschland 19.313 Pkt. (⌀ 6438)                                                      | Vereinigte Staaten 19.246 Pkt. (⌀ 6415)     |
| 2014 | Niederlande 19.400 Pkt. (⌀ 6467)                                          | Deutschland 19.135 Pkt. (⌀ 6378)                                                      | Kanada 18.929 Pkt. (⌀ 6310)                 |